# Bajnokok Tornája (1930)
A Bajnokok Tornája (Coupe des Nations) labdarúgó-torna 1930 nyarán került megrendezésre Genfben. A szervező a helyi klub, a Servette FC volt, amely éppen, abban az évben nyerte meg a svájci bajnokságot. Az első labdarúgó-világbajnokságot ugyan ebben az időszakban rendezték meg Uruguay-ban. A torna alkalmára került átadásra a Charmilles Stadion.
Ez volt az első verseny melyet európai bajnokcsapatok számára rendeztek, ezért néhányan úgy vélik, hogy ez a torna volt az UEFA-bajnokok ligája előfutára. Az összes jelentősebb európai bajnok meghívást kapott kivéve a brit csapatokat, akik ez időben nem voltak a FIFA tagjai
A tornát az Újpest nyerte négy mérkőzésen 16 szerzett és mindössze egy kapott góllal. A győzelem után az újpesti csapat a 'Bajnokok Bajnokának' nevezte magát.
Több kísérlet is volt a torna újbóli megrendezésére, az 1931-es eseményt valamelyik észak-olasz városban tervezték, de pénzügyi okok miatt meghiúsult a torna. 1937-ben a párizsi világkiállítás kapcsán került volna megrendezésre a torna, de csak két csapat fogadta el a meghívást. Ezt követően 1954-ig kellett várni míg az UEFA kiírta a bajnokcsapatok Európa-kupáját 1955-re.

## Részt vevő csapatok
- First Vienna FC (osztrák kupa győztes; 1929–30-ban 3. a bajnokságban)
- Cercle Brugge KSV (1929–30-ban bajnok)
- SK Slavia Praha (1929–30-ban bajnok)
- FC Sète (1929–30-ban kupa győztes)
- SpVgg Fürth (1929-ben bajnok)
- Újpest (1929–30-ban bajnok)
- AGC Bologna (1928–29-ben bajnok)
- Go Ahead (1929–30-ban bajnok)
- Real Unión Irún (1927-ben kupa győztes, 1929–30-ban 6. a bajnokságban)
- Servette FC (1929–30-ban bajnok)

Megjegyzések:
- A spanyol Real Unión Irún, mint az 1929-es spanyol bajnok vett részt a tornán, a valóságban a kilencedik volt a bajnokságban és a nyolcaddöntőben kiesett a spanyol kupából.
- A Bologna és az Irún csapatában is szerepeltek kölcsönjátékosok a tornán
- A görög és a norvég labdarúgó-szövetség tiltakozott, amiatt, hogy bajnokcsapataik nem kaptak meghívást a tornára
- A Bologna késve érkezett a tornára, ezért a Go Ahead elleni mérkőzése már az első negyeddöntő mérkőzés után került megrendezésre, így mindkét csapat a negyeddöntőbe folytatta a küzdelmet

## Első forduló
| Dátum      | Csapat #1    | Eredmény     | Csapat #2         |
| ---------- | ------------ | ------------ | ----------------- |
| június 28. | Servette     | 0 – 7        | First Vienna      |
| június 29. | FC Sète      | 3 – 4 (h.u.) | Fürth             |
| június 29. | Slavia Praha | 4 – 2        | Cercle Brugge KSV |
| június 30. | Újpest       | 3 – 1        | Irún              |
| július 2.  | Go Ahead     | 0 – 4        | Bologna           |

## Vigaszág
| Dátum     | Csapat #1 | Eredmény | Csapat #2         |
| --------- | --------- | -------- | ----------------- |
| július 1. | Servette  | 2 – 1    | Cercle Brugge KSV |
| július 1. | Irún      | 5 – 1    | FC Sète           |

(A vesztes csapatok kiestek a további küzdelmekből, a győztesek a negyeddöntőbe jutottak)

## Negyeddöntők
| Dátum     | Csapat #1    | Eredmény | Csapat #2    |
| --------- | ------------ | -------- | ------------ |
| július 2. | First Vienna | 7 – 1    | Fürth        |
| július 3. | Go Ahead     | 0 – 7    | Újpest       |
| július 3. | Irún         | 1 – 2    | Slavia Praha |
| július 4. | Servette     | 4 – 1    | Bologna      |

## Elődöntők
| Dátum     | Csapat #1    | Eredmény | Csapat #2    |
| --------- | ------------ | -------- | ------------ |
| július 5. | Újpest       | 3 – 0    | Servette     |
| július 5. | First Vienna | 1 – 3    | Slavia Praha |

## A 3. helyért
| Dátum     | Csapat #1    | Eredmény | Csapat #2 |
| --------- | ------------ | -------- | --------- |
| július 6. | First Vienna | 5 – 1    | Servette  |

## A döntő
| 1930. július 6. |

| Újpest                  | 3 – 0   | Slavia Praha |
| ----------------------- | ------- | ------------ |
| Köves János 25' 64' 77' | (1 – 0) |              |

| Genf, Charmilles Stadion Nézőszám: 22 000 Játékvezető: Stanley Rous |

| ÚJPEST FC:   |  |                 |
|              |  |                 |
| KA           |  | Aknai János     |
| HV           |  | Dudás Gyula     |
| HV           |  | Fogl József     |
| FE           |  | Borsányi Ferenc |
| FE           |  | Volentik Béla   |
| FE           |  | Víg János       |
| CS           |  | Ströck Albert   |
| CS           |  | Avar István     |
| CS           |  | Köves János     |
| CS           |  | Spitz Illés     |
| CS           |  | P. Szabó Gábor  |
| Vezetőedző:  |  |                 |
| Bányai Lajos |  |                 |

| SLAVIA PRAHA:       |  |                    |
|                     |  |                    |
| KA                  |  | František Plánička |
| HV                  |  | Adolf Fiala        |
| HV                  |  | Antonín Novák      |
| FE                  |  | Antonín Vodička    |
| FE                  |  | Adolf Šimperský    |
| FE                  |  | Václav Šubrt       |
| CS                  |  | František Junek    |
| CS                  |  | Jindřich Šoltys    |
| CS                  |  | František Svoboda  |
| CS                  |  | Antonín Puč        |
| CS                  |  | Václav Bára        |
| Vezetőedző:         |  |                    |
| John William Madden |  |                    |

## A torna végeredménye
- 1. Újpest
- 2. Slavia Praha
- 3. First Vienna
- 4. Servette
- 5–8. Bologna, Fürth, Irún and Go Ahead
- 9–10. Cercle Brugge and FC Sète